# We Are Your Friends (canción)
«We Are Your Friends» es una canción acreditada a Justice vs. Simian, y es el remix de la canción "Never Be Alone" de Simian. Este ha sido lanzado como sencillo en el 2006, alcanzando la posición número 20 en la lista de sencillos del Reino Unido.
El video oficial de la canción dirigido por Jérémie Rozan y Martial Schmeltz, ganó en el 2006 en los MTV Europe Music Awards en la categoría de mejor video. La presentación del premio ha sido interrumpida por Kanye West.
Después de ganar al premio en la categoría del mejor Hip-Hop, Kanye West aparentemente estaba decepcionado por no ganar al mejor video, por eso Kanye interrumpió cuando el premio se le estaba presentando a Justice vs. Simian por "We Are Your Friends". Kanye dijo que merecería el premio por el video de "Touch the Sky", que le había costado millones de dólares al realizar.
En el 2015 se hizo la película We Are Your Friends (en Latinoamérica "Música, amigos y fiesta") que lleva el título de esta canción, protagonizada por Zac Efron.

## Lista de canciones
| Descarga digital |                                                               |          |  |
| N.º              | Título                                                        | Duración |  |
| 1.               | «We Are Your Friends» (Original Mix)                          | 4:22     |  |
| 2.               | «We Are Your Friends» (Radio Edit)                            | 2:44     |  |
| 3.               | «We Are Your Friends» (Edison Remix)                          | 6:24     |  |
| 4.               | «We Are Your Friends» (Lee Cabrera's "Lower East Side" Remix) | 5:30     |  |
| 5.               | «We Are Your Friends» (Milke "Heavy Friends" Remix)           | 8:37     |  |
| 6.               | «We Are Your Friends» (Radioslave & Spencer Parker Re-Edit)   | 6:53     |  |